# 東関屋駅

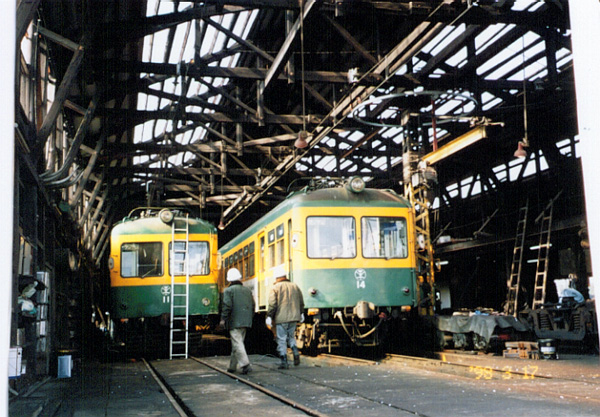
車庫に留置中のモハ10形11号と14号

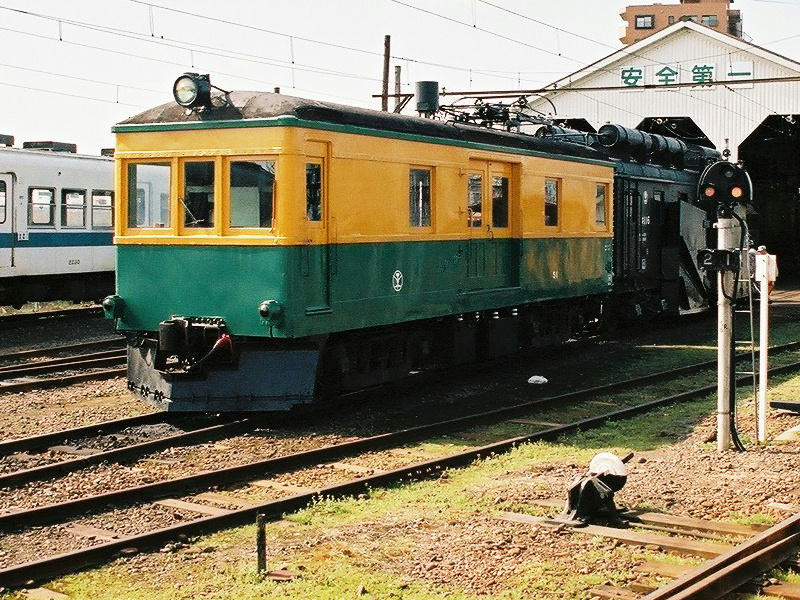
モワ51形 1999年4月撮影

東関屋駅（ひがしせきやえき）は、かつて新潟県新潟市（現中央区）関屋大川前一丁目にあった新潟交通電車線の駅。同線の開業当初と全線廃止時は起点となっていた。 

## 駅構造
地上駅。駅員配置駅で、同線廃線前、終日有人の直営駅は変電施設があった白根駅と、この東関屋駅の2駅のみ（夜間滞泊設定駅も同様）だった。ホームは島式1面2線。このうち北側の1番線は頭端式で、降車ホームが設けられていた。
1992年（平成4年）に白山前 - 東関屋間が廃止されたのに伴い、駅舎を改築。改札口（ラッチ1箇所と精算窓口）に隣接する形でバスターミナルが併設されており、新潟市中心部への路線バスが連絡していた。また駅舎には新潟交通電車部の事務所が白山前駅から移転してきた他、新潟交通の旅行センターとコンビニエンスストアローソン関屋大川前店が併設されていた。改築前は木造駅舎で、ホームは島式1面2線。北側の駅舎とは構内踏切で連絡していた。
駅には電車線車両を管理する車庫が併設されており、数本の留置線があった。列車集中制御装置もこの駅に置かれ、電車線運用の中枢を担っていた。
駅舎西側の駐車場・駐輪場の敷地内には、廃止に伴い撤去された旧白山前駅の建物の一部が撤去工事の際に取り置きされ、窓口のアクリル板や、右書きの「車電」という銘板が付けられたタイル壁の一部などが置かれていた。これらは敷地売却の際に撤去されたが、一部は月潟駅の旧鉄道施設の保存活動を手掛ける「かぼちゃ電車保存会」へ譲渡され、保管されている。通常非公開だが、2015年（平成27年）夏には新潟市新津鉄道資料館の特別企画展「えちご私鉄浪漫」で公開された。

## バス
1985年（昭和60年）から1999年（平成11年）の廃線まで、当駅前と新潟市中心部を連絡する路線バスが、電車の発着に合わせて運行されていた。
1985年（昭和60年）、新潟県庁舎移転に伴って当駅と県庁舎とを結ぶ路線が開設され、朝夕の通勤時間帯を中心に運行していた。
- 東関屋駅前バス停（駅前発着）
  - 15　千歳大橋経由 県庁

その後1992年（平成4年）の軌道区間廃止に伴い、改築後の当駅舎にはバスターミナルが開設され、市内線2系統の運行を開始した。新潟市役所や古町、新潟駅など市内中心部方面へは廃止区間と同一経路を経由する路線による利便性維持が図られ、また県庁方面の路線も新潟駅南口まで延伸された。
加えて駅舎正面には郊外線の東関屋駅前バス停が開設され、上記の市内線2系統が運行されていない時間帯にアクセス手段として利用できるよう配慮されていた。しかし、郊外線のバス停が設けられていたのは郊外方面のみで、早朝・夜間に電車を利用した乗客が市内中心部方面へ向かう場合は関屋大川前バス停（徒歩3分）か、もしくは新潟第一高校前バス停（徒歩6分）まで徒歩の連絡を強いられていた。
- 東関屋駅前
  - 駅舎横バスターミナル
    - 6A　市役所前・古町経由　新潟駅前
    - 15A　県庁・笹出線経由　新潟駅南口

  - 駅舎前バス停留所
    - 寺尾経由 内野営業所
    - 寺尾経由 上新町
    - 寺尾経由 明田
    - 寺尾経由 赤塚
    - 大堀経由 流通センター・西警察署前
    - 平島経由 大野
    - 平島経由 木場学校前
    - 平島経由 白根・潟東営業所

運行路線はいずれも、電車線廃線直前のもの。

廃線と同時に市内線2系統は廃止され、郊外線バス停の名称は「東関屋駅前」から「関屋大川前一丁目」に改称。その後、市街地方面のバス停が追加設置された。
- 関屋大川前一丁目
  - 郊外方面
    - 620・622 大堀経由 内野営業所
    - 621 大堀経由 文理高校・内野営業所
    - 623 大堀経由 信楽園病院・中野小屋・赤塚駅前
    - 630 寺尾経由 内野営業所
    - 631 寺尾経由 上新町
    - 632 寺尾経由 信楽園病院
    - 640 大堀経由 流通センター
    - 641 大堀経由 流通センター・西警察署前
    - 800 平島・ふるさと村経由 大野
    - 802 平島・ときめき経由 大野
    - 810 平島・ふるさと村・大野経由 白根・潟東営業所
    - 820 平島・ふるさと村・大野経由 味方・月潟
    - 821 平島・ふるさと村・大野経由 味方・潟東営業所
    - 830 平島・ふるさと村・大野経由 木場学校前

味方線 (820・821) は旧電車線とほぼ同一経路を経由していた。白根線のうち快速 (813) は当停留所を通過していた。
  - 中心部方面
    - 下記を除く全系統 白山駅前・市役所前・古町経由 新潟駅前
    - 622 千歳大橋経由 県庁前・美咲合同庁舎
    - 624 【モーニングライナー】白山駅前・白山公園前・笹出線経由 新潟駅南口
    - 812 【モーニングライナー】学校町・市役所前・古町経由 新潟駅前

運行路線はいずれも、2015年8月当時のもの。

新潟市と新潟交通グループは2015年（平成27年）9月5日、BRT路線「萬代橋ライン」の運行開始と既存路線の大規模な再編を行うダイヤ改正を実施し、その際に関屋大川前一丁目停留所は、名称を旧東関屋駅に因む「東関屋」に改称した。萬代橋ラインは新潟駅万代口から萬代橋、古町、新潟市役所、はくさん通り（旧電車通り）、白山駅北口を経由してイオン新潟青山店横に至る路線で、旧電車線の東青山駅 - 東関屋駅 - 白山前駅間と同一の経路を経由している。以下は2019年5月現在の運行路線である（系統の詳細は各々の路線番号クリックにより参照）。
- 東関屋
  - BRT 萬代橋ライン
快速便は市役所前 - 青山間の途中停留所を全て通過するため、当停留所には停車しない。
停留所番号は14。
一部便でW3 寺尾線・W4 大堀線への直通も行われている。
  - W6 千歳大橋線
  - 大堀線W45・W46系統

## 駅周辺
- 新潟県道16号新潟亀田内野線（旧国道8号・国道116号）
- 信濃川
- 関屋分水路
- 関屋大橋

### 関屋駅
駅北東側徒歩7分のところに、JR越後線の関屋駅がある。一部の乗換案内ソフトやサイトではこの関屋駅と東関屋駅の相互間を徒歩連絡で乗換案内するものが多く、廃線前には鉄道ファンらがこの案内に従って東関屋駅を訪れていた。だが、JR新潟支社・新潟交通とも両駅相互間を乗換駅としては指定しておらず、電車線沿線の乗客も、JRへの乗換えにはバスで白山駅もしくは新潟駅へ向かう人が多かった。

## 歴史
- 1933年（昭和8年）
  - 4月1日 - 鉄道線東関屋駅 - 白根駅間開業と同時に新潟電鉄の駅として開業。
  - 7月28日 - 鉄道線・軌道線の県庁前駅（後の白山前駅） - 鉄軌分界点 - 東関屋駅間延長。
- 1943年（昭和18年）12月31日 - 新潟交通の発足により同社の駅となる。
- 1972年（昭和47年）8月1日 - 貨物営業が廃止される[1]。
- 1992年（平成4年）3月20日 - 東関屋駅 - 白山前駅間の列車運行を前日19日で終了し、この日から休止[2]。廃止日の3月31日までは同区間に列車代行バスを運行。その後廃止区間の線路撤去、構内改装後に電車線連絡バス用のバスターミナル開業[2]。
- 1999年（平成11年）4月5日 - 電車線廃線により廃駅。

## 廃止後の状況
1999年（平成11年）4月の全線廃線後も、駅舎には前述の旅行センターとコンビニが残り、敷地は路線バスの新潟西部営業所東関屋車庫として使われていたが、業績不振により旅行センターは廃止され閉鎖、その後バス車庫も廃止となった。最後まで残ったコンビニも閉店した後、跡地は市と民間に売却されて駅舎は撤去、同時に車庫と多くの保有車両も全て解体された。現在は福祉施設とマンションが建ち、周辺の線路跡には歩道が整備されている。

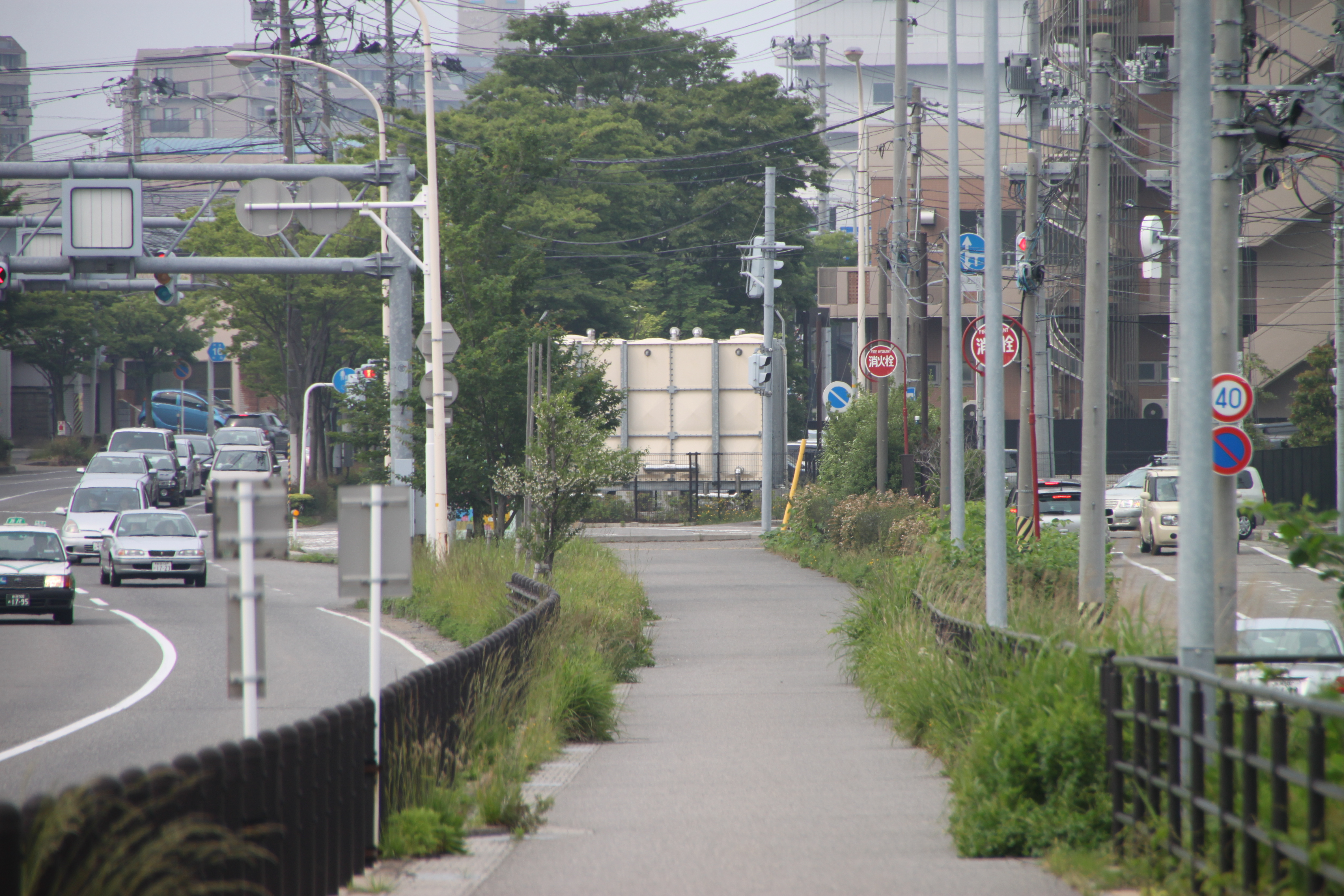
東関屋駅のかつての進入口。歩道となった廃線跡からの遠望。駅舎跡にはマンションや老人養護施設などが建設された。正面に見えるのは「エイルマンション関屋アクアフォート」の受水槽。（2011年6月5日）

## 隣の駅
新潟交通
電車線
白山前駅 -（鉄軌分界点）- 東関屋駅 - 東青山駅